# Sherilyn Fenn
Sherilyn Ann Fenn (Detroit, Michigan, 1 de febrer del 1965) és una actriu estatunidenca de cinema i televisió.

## Biografia
És filla de la música Arlene Quatro (germana de Suzi Quatro), raó per la qual ella i els seus tres germans petits viatjaren per tot Estats Units per acompanyar la seva mare en les gires. Quan tenia disset anys la seva família va establir-se a Los Angeles i ella estudià a l'institut de Beverly Hills. En finalitzar els estudis, es matriculà al Lee Strasberg Theater Institute, on estudià interpretació. Amb dinou anys fou «conilleta» al Club Playboy, on només va treballar durant dos mesos.
El seu debut cinematogràfic es produí amb un paper secundari a la comèdia The Wild Life (1984), la qual va ser seguida d'altres treballs de repartiment en pel·lícules de sèrie B com la comèdia juvenil Un dels nois, el llargmetratge sobre monopatins: Trashin: patinar o morir juntament amb Josh Brolin, la pel·lícula d'acció protagonitzada per Charlie Sheen: The Wraith (1986) o la comèdia terrorífica Zombie High (1987).
Després de participar en alguns telefilms i d'aparèixer en un episodi de la sèrie Nous policies, el 1990 formà part de l'ample repartiment de la sèrie Twin Peaks, de David Lynch. El seu paper fou el de la sensual Audrey Horne, filla de Benjamin Horne (Richard Beymer), el corrupte amo del luxós hotel de la localitat. Va romandre a la sèrie fins al 1991 i aquest treball va convertir-la en una símbol sexual dels anys noranta. Fins i tot va arriar a posar nua per a la revista Playboy. També va aparèixer amb les seves companyes de repartiment Mädchen Amick i Lara Flynn Boyle a la portada del número d'octubre del 1990 de Rolling Stone.
David Lynch tornà a comptar amb ella per a un breu paper a la pel·lícula Cor salvatge (1990). Tanmateix, la seva carrera posterior començà a ser poc destacada, amb papers secundaris en films com el thriller Diari d'un assassí en sèrie el 1991 o el drama rural De ratolins i homes de 1992, dirigida i protagonitzada per Gary Sinise, en què també secundà John Malkovich.
El 1993 protagonitzà el thriller eròtic La meva obsessió per Helena, dirigit per Jennifer Chambers Lynch, filla del seu amic David Lynch. La pel·lícula fou un fracàs absolut, igual que la comèdia paròdica Distracció fatal o la romàntica Tres en línia, ambdues també del 1993.
Per aquest motiu, aviat tornà a la pantalla petita, protagonitzant diversos telefilms entre els quals destacà La història d'Elizabeth Taylor (1994), en què interpretà la popular actriu. Alternà aquests treballs amb aparicions en sèries com Friends (com a Ginger, una xicota ocasional de Chandler Bing, que tenia una cama ortopèdica) i Històries de la cripta.
El 1998 protagonitzà la comèdia de situació Passats de voltes, que va romandre en antena fins al 2001, després de tres temporades.
En dates més recents ha participat en els telefilms Nightwaves (2004) i Mr. Ed (2004). A excepció del drama independent El món de Leland (2003), els seus últims llargmetratges han estat vinculats al mercat del videoclub.
El 2003 interpretà el paper de la villana Harleen Quinzel a l'episodi pilot de l'efímera sèrie de superheroïnes Birds of Prey, però al final fou reemplaçada per l'actriu Mira Sara. També s'ha vist com a actriu convidada en sèries com Dawson's Creek, Llei i Ordre: Unitat de víctimes especials, Frasier, Les noies Gilmore o Els 4400.

## Filmografia principal
| Any  | Títol                                       | Paper                          |
| ---- | ------------------------------------------- | ------------------------------ |
| 1984 | The Wild Life                               | Penny Harlin                   |
| 1985 | Out of Control                              | Katie                          |
| 1985 | Un noi com tots (Just One of the Guys)      | Sandy                          |
| 1986 | Skateboard (Thrashin')                      | Velvet                         |
| 1986 | The Wraith                                  | Keri Johnson                   |
| 1987 | Zombie High                                 | Suzi                           |
| 1988 | Two Moon Junction                           | April Delongpre                |
| 1989 | Crime Zone                                  | Helen                          |
| 1989 | True Blood                                  | Jennifer Scott                 |
| 1990 | Backstreet Dreams                           | Lucy                           |
| 1990 | Cor salvatge                                | noia en un accident            |
| 1990 | Meridian: Kiss Of The Beast                 | Catherine Bomarzini            |
| 1991 | Desire and Hell at Sunset Motel             | Bridget 'Bridey' DeSoto        |
| 1991 | Diary of a Hitman                           | Jain Zidzyck                   |
| 1992 | Ruby                                        | Sheryl Ann 'Candy Cane' DuJean |
| 1992 | Homes i ratolins (Of Mice and Men)          | dona de Curley                 |
| 1993 | Tres de cors (Three of Hearts)              | Ellen Armstrong                |
| 1993 | La meva obsessió per Helena (Boxing Helena) | Helena                         |
| 1993 | Distracció Fatal (Fatal Instinct)           | Laura Lincolnberry             |
| 1997 | Lovelife                                    | Molly                          |
| 1997 | Just Write                                  | Amanda Clark                   |
| 1998 | The Shadow Men                              | Dez Wilson                     |
| 1998 | Als afores d'Ozona (Outside Ozona)          | Marcy Duggan Rice              |
| 1999 | Darkness Falls                              | Sally Driscoll                 |
| 2000 | Cement                                      | Lyndel Holt                    |
| 2002 | Swindle                                     | Sophie Zenn                    |
| 2003 | The United States of Leland                 | Angela Calderon                |
| 2003 | Dream Warrior                               | Sterling                       |
| 2006 | Novel Romance                               | Liza Normane Stewart           |
| 2007 | Treasure Raiders                            | Lena                           |
| 2009 | Fist of the Warrior                         | Katie Barnes                   |
| 2009 | The Scenesters                              | A.D.A. Barbara Dietrichson     |
| 2013 | Raze                                        | Elizabeth                      |
| 2015 | Unnatural                                   | Dr. Hannah Lindval             |
| 2016 | The Secrets of Emily Blair                  | Linda Regan                    |
| 2017 | Wish Upon                                   | Mrs. Deluca                    |
| 2020 | Immortalist                                 | Laura Spersoni                 |
| 2020 | Shooting Heroin                             | Hazel                          |
| 2021 | Something About Her                         | Charlene                       |
| 2023 | Silent Life                                 | Alla Nazimova                  |
| 2022 | Losing Addison                              | Sarah Jane McCubbin            |